# Friedrichshain-Kreuzberg

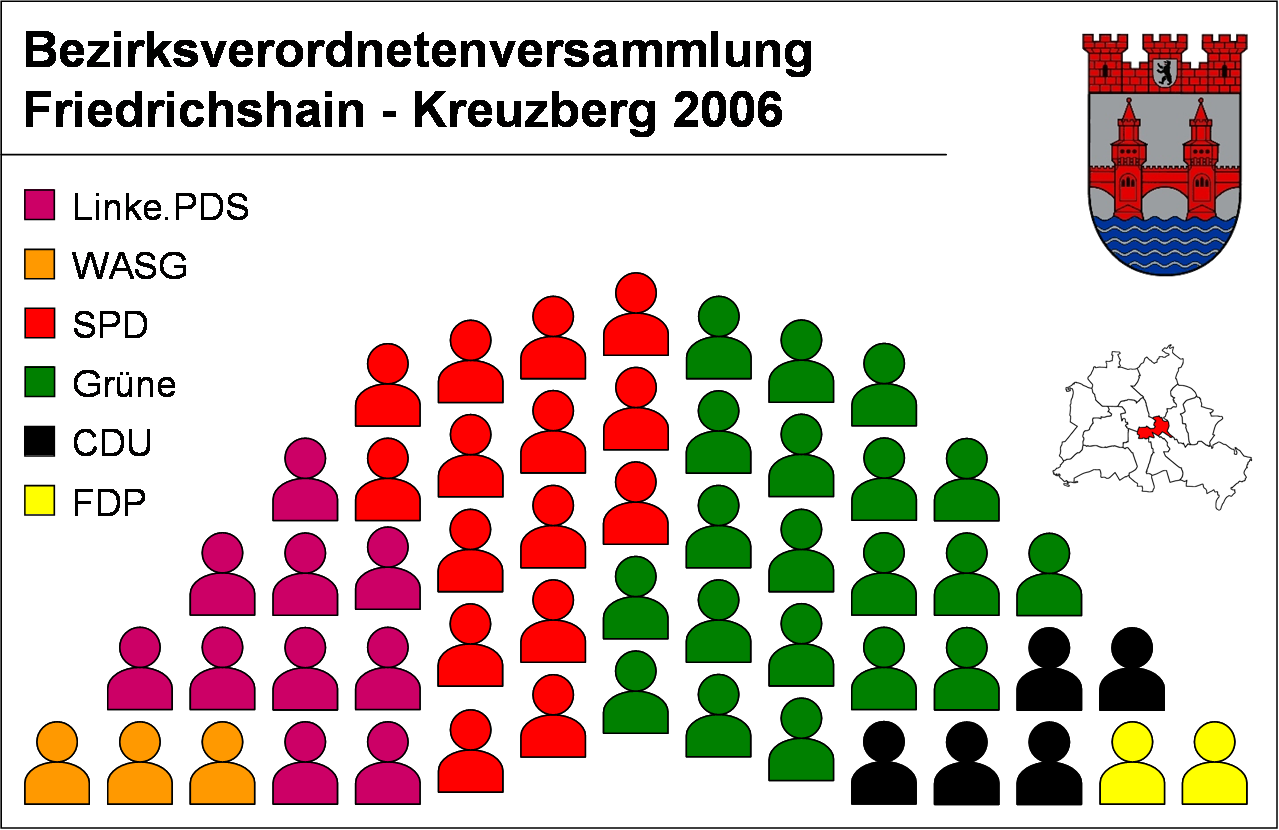

Friedrichshain-Kreuzberg é o segundo  distrito de Berlim, formado em 2001 pela aglutinação de Friedrichshain, antigo distrito de Berlim Oriental e Kreuzberg, antigo distrito de Berlim Ocidental. A Oberbaumbrücke sobre o rio Spree liga Friedrichshain com Kreuzberg.

## Subdivisão
Friedrichshain-Kreuzberg é dividido em 2 localidades:
- Friedrichshain
- Kreuzberg

## Cidades irmãs
- San Rafael del Sur, Nicarágua desde 1986
- Qiryat Yam, Israel
- Szczecin, Polônia